# ジャコビニ彗星
ジャコビニ彗星（ジャコビニすいせい、Comet Giacobini）は、フランスの天文学者ミシェル・ジャコビニが発見し、彼の名前がつけられた彗星である。現在では、連名を除き10個ある。
ジャコビニ彗星は、ジャコビニ・ツィナー彗星が1913年にエルンスト・ツィナーに再発見されるまでの旧称でもある。ジャコビニ・ツィナー彗星は、ジャコビニ流星群の母天体であり、現在でも、不正確だがジャコビニ彗星と呼ばれることがある。
ジャコビニ流星群を、誤ってジャコビニ彗星ということがある。

## ジャコビニ彗星
- 205P = D/1896 R2 = 1896 V (Giacobini) - ジャコビニ発見後110年以上見失われていたが、2008年9月10日に日本のアマチュア天文家の板垣公一と金田宏が再発見した[1]。
- C/1898 M1 = 1898 V (Giacobini)
- C/1899 S1 = 1899 V (Giacobini)
- C/1900 B1 = 1900 I (Giacobini)
- C/1902 X1 = 1903 II (Giacobini)
- C/1903 A1 = 1903 I (Giacobini)
- C/1904 Y1 = 1904 II (Giacobini)
- C/1905 F1 = 1905 III (Giacobini)
- C/1905 X1 = 1906 I (Giacobini)
- C/1907 E1 = 1907 I (Giacobini)

## 名前にジャコビニを含む彗星
- 21P/Giacobini-Zinner - ジャコビニ・ツィナー彗星
- 41P/Tuttle-Giacobini-Kresak - タットル・ジャコビニ・クレサーク彗星

## 名前にジャコビニ彗星が登場する楽曲
- ジャコビニ彗星の日-The Story of Giacobini's Comet- / 松任谷由実

ただしこれは「ジャコビニ流星群」のことを誤ってそう歌っている。

### 収録アルバム
- 悲しいほどお天気
- Sweet, bitter sweet〜YUMING BALLAD BEST（ベストアルバム）
- SEASONS COLOURS -秋冬撰曲集-（ベストアルバム）
- ユーミンからの、恋のうた。（ベストアルバム）